# 宮城県小牛田農林高等学校
宮城県小牛田農林高等学校（みやぎけん こごたのうりんこうとうがっこう）は、宮城県遠田郡美里町牛飼字伊勢堂裏にある県立高等学校。略称は、「農林」（のうりん）、または「小牛田農林」（こごたのうりん）。

## 概要
私立養蚕伝習所をもとに遠田郡立養蚕伝習所として1888年に創立された。伝統的に武道系の部活動で実績がある。1997年に学科再編で農業技術科と総合学科を設置した。創立記念式典は10年毎に10月12日に行っている。

## 設置学科
- 全日制課程
  - 農業技術科
    - 農業科学コース
    - 農業土木コース

  - 総合学科
    - 自然科学系列
    - 人文社会系列
    - 情報ビジネス系列
    - 健康福祉系列

## 沿革
- 1882年 - 私立養蚕伝習所として設立。
- 1888年 - 遠田郡立養蚕伝習所となる。この年に私立から郡立へとなったため、正式な創立年と定め、馬場谷地村を発祥として開所。
- 1896年 - 遠田郡簡易農学校と改称。田尻分校を設置。
- 1899年 - 文部省第9号農学校規定により、遠田郡農学校と改称（乙種）。
- 1901年 - 甲種農学校に昇格。郡立遠田郡甲種農学校と改称。
- 1902年 - 現在地に新校舎完成。校歌・校旗・校章を制定。
- 1910年 - 県立移管、宮城県立小牛田農林学校と改称。
- 1919年 - 宮城県小牛田農林学校と改称。
- 1948年 - 宮城県小牛田農林高等学校と改称。
- 1952年 - 田尻分校が独立校となり、宮城県田尻高等学校と改称。
- 1997年 - 農業技術科と総合学科の2学科が男女共学となる。
- 1999年 - 現校舎が完成。
- 2001年 - 美里町の姉妹都市であるアメリカ合衆国ミネソタ州ウィノナ市の交流事業で生徒、教員が派遣開始。
- 2003年 - 緑化推進運動「内閣総理大臣賞」。

## 特色
- 耕不盡
「耕不尽」の意味としては、「田畑を耕す行程において尽きることない」ということであり、邁進という意味で使われる。1988年に創立100周年記念式典として学校の正門脇に山本壮一郎宮城県前知事の揮号「耕不尽」記念碑除幕式を挙行した。
- 渡辺奨学賞
本校の卒業生のなかでも学術または、部活動において優秀な人物に送られる賞である。これは、本校卒業生でもある渡辺頴二の紫綬褒受章に伴い、設立された。毎年一回式典が行われる[要出典]。

## 姉妹都市交流
美里町では毎年、姉妹都市交流としてアメリカ合衆国ミネソタ州ウィノナ郡との短期間の交換留学体験を実施しており、小牛田農林高等学校の学生も毎年、寄宿先として提供しており、校内案内も実施している。また、町役場が行っている交流体験としてのウィノナ郡の留学の際は、美里町内の小中高の各学校の学生から選出され、小牛田農林高等学校の学生も参加している。

## 定期戦
- 古川高校剣道定期戦 - 大崎地方の同じ伝統校古川高等学校と両校剣道部同士で対抗戦をしていた時期があるが現在は中止されている。

## 部活動
運動部は、剣道部が全日本優勝者や過去何度も団体、個人共にインターハイ、国体を制覇した実績を持つ。その他、相撲部、柔道部なども全国大会に出場している。文化部では文芸部が全国レベルで入賞している。
- 運動部
  - 剣道部 - 1959年にインターハイで男子団体優勝。
  - 相撲部 - 2019年にインターハイに出場。
  - 柔道部 - 1953年にインターハイに出場。
  - 弓道部
  - バレーボール部
  - バスケットボール部
  - 卓球部
  - 陸上部 - 陸上男子800ｍでインターハイ3位入賞。
  - 自転車競技部
  - 野球部
  - ソフトボール部
  - ソフトテニス部
  - サッカー部
- 学芸部
  - 吹奏楽部
  - 化学部
  - 写真部
  - 生物部
  - 地学部
  - 美術部
  - 文芸部
- 愛好会
  - イングリッシュ愛好会
  - ホームメイキング愛好会

## 著名な教職員
- 乳井義博 - 剣道家（剣道指導者）

## 著名な卒業生
- 三塚博 - 政治家（元大蔵大臣、元自民党幹事長、元外務大臣、元通産大臣、元運輸大臣）
- 栗村和夫 - 政治家（元参議院議員、元小牛田町長）
- 伊藤康志 - 政治家（大崎市長、元宮城県議会議長）
- 中川俊一 - 政治家（古川市長）
- 相澤清一 - 政治家（美里町長）
- 遠藤釈雄 - 政治家（涌谷町長）
- 三浦信行 - 政治学者（前国士舘大学学長）
- 桂文生（三代目） - 落語家
- 千葉仁 - 剣道家（元警視庁、警察官）
- 大畑空宇 - 大相撲力士（時津風部屋）
- 時疾風秀喜 - 大相撲力士（時津風部屋）

## アクセス
- JR東北本線・陸羽東線・石巻線小牛田駅 徒歩20分